# Arpalik
Sotto l'impero ottomano, un arpalik o arpaluk (in turco Arpalık) era un grande possedimento (per esempio un sangiaccato o sanjak) concesso ad una personalità in posizione elevata, o a qualche margravio, come arrangiamento temporaneo per l'assetto di una situazione, prima di incaricare una posizione appropriata. L'arpalik era una specie di appannaggio dato ai membri dell'élite ottomana per la proprietà agricola.

## Etimologia
Il chicco d'orzo era conosciuto con la parola arpa in turco, e il sistema feudale dell'Impero ottomano usava il termine arpalik, o "denaro d'orzo", per riferirsi a una seconda indennità fatta ai funzionari per compensare i costi del foraggio per i loro cavalli (coprendo le spese di mantenimento di una piccola unità di cavalleria).

## Storia
Il numero dei visir era in costante aumento nell'Impero ottomano dal XVI secolo. Molti di loro non erano soddisfatti del reddito che ricevevano e così fu introdotta l'istituzione dell'arpalik.
Il grado delle persone a cui veniva dato l'arpalik era spesso superiore al grado di governatore regolare dell'intero distretto. L'istituzione dell'arpalik venne introdotta per alleggerire il carico dei funzionari governativi compensando le perdite dei suoi alti funzionari. Tuttavia l'istituzione dell'arpalik, invece di risolvere i problemi della Porta, ne introdusse di nuovi, ancora più grandi. Gli esatti doveri dei detentori di araplik non furono mai definiti con precisione dal governo ottomano e ciò causava frequenti tensioni tra la Porta e la provincia. Queste tensioni probabilmente contribuirono ulteriormente al decadimento del sistema tradizionale del timar perché lasciò i sipahi fuori dalla chiara catena di comando.
Inizialmente, nel XVI secolo, il numero di sangiaccati dati come arpalik era molto piccolo. Dopo il decadimento del sistema del timar, molti sangiaccati in Anatolia furono dati come arpalik agli alti funzionari ottomani.